# Guzmania alcantareoides
Espèce
Classification phylogénétique
Statut de conservation UICN

 EN B1ab(iii) : En danger
Guzmania alcantareoides est une espèce de plantes de la famille des Bromeliaceae, endémique d'Équateur.